# مقبرة بتاح حتب

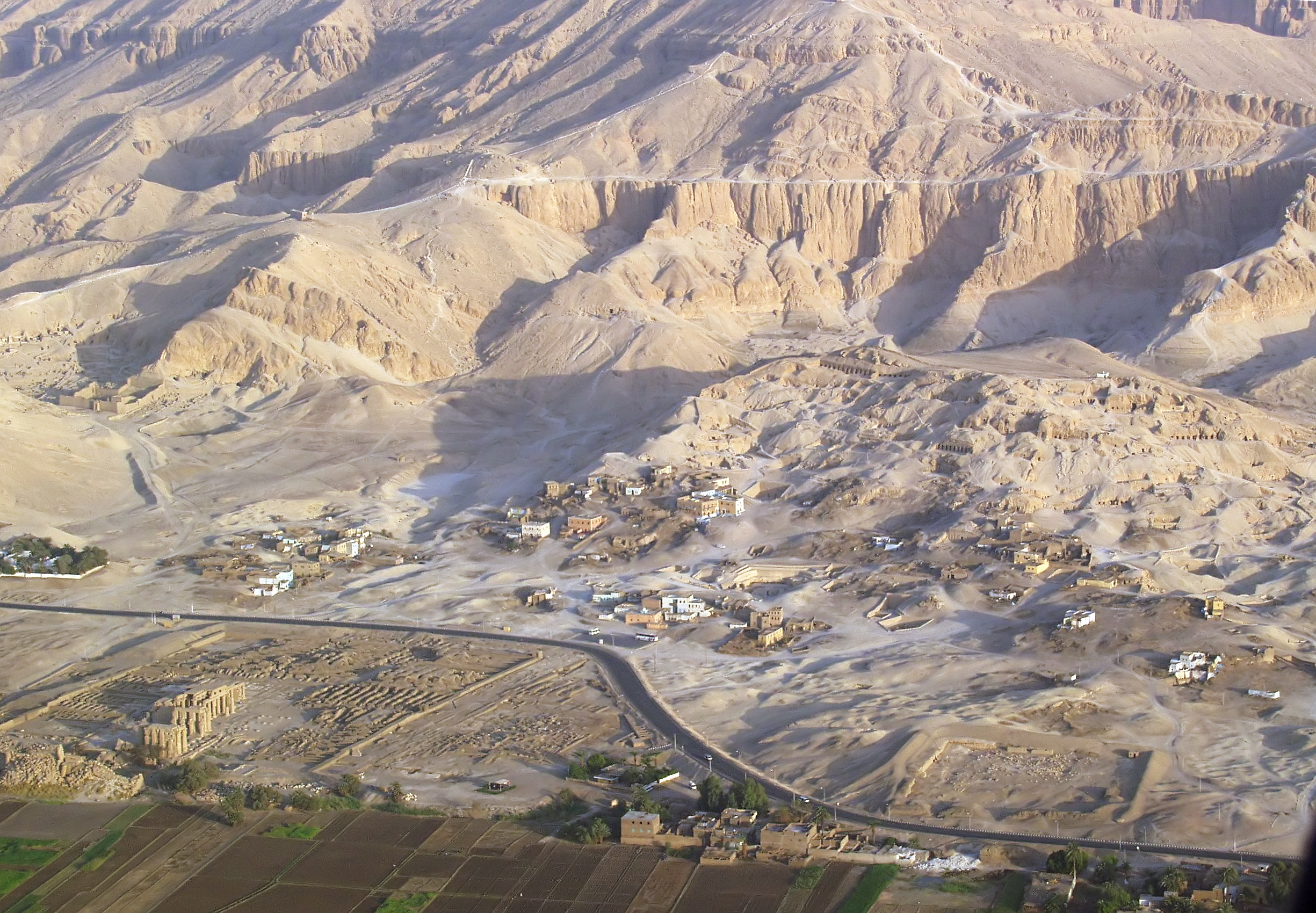
عرض جوي لمقابر النبلاء بالأقصر.

مقبرة بتاح حتب، هي أحد مقابر النبلاء المكتشفة في الأقصر، وهي مقبرة مزدوجة لاثنين من الوجهاء عاشا في الأسرة الخامسة؛ بتاح - حوتب، ووالده آخت - حوتب. وكان بتاح - حوتب قاضياً ووزيراً، كما كان يحمل لقب «المشرف على أبنياء هرمي منقرع وإيسيسي»، ولقب «المشرف على كهنة هرم نيوسي - رع». تقع غرب الهرم المدرج وبها عديد من مناظر الحياة اليومية والجنائزية والنصوص الدينية وأهم مناظرها منظر المغنيين وهم يطربون بتاح حتب بألحانهم وموسيقاهم ويعتبر من أكبر فلاسفة العصر الفرعوني.

## وصف المقبرة

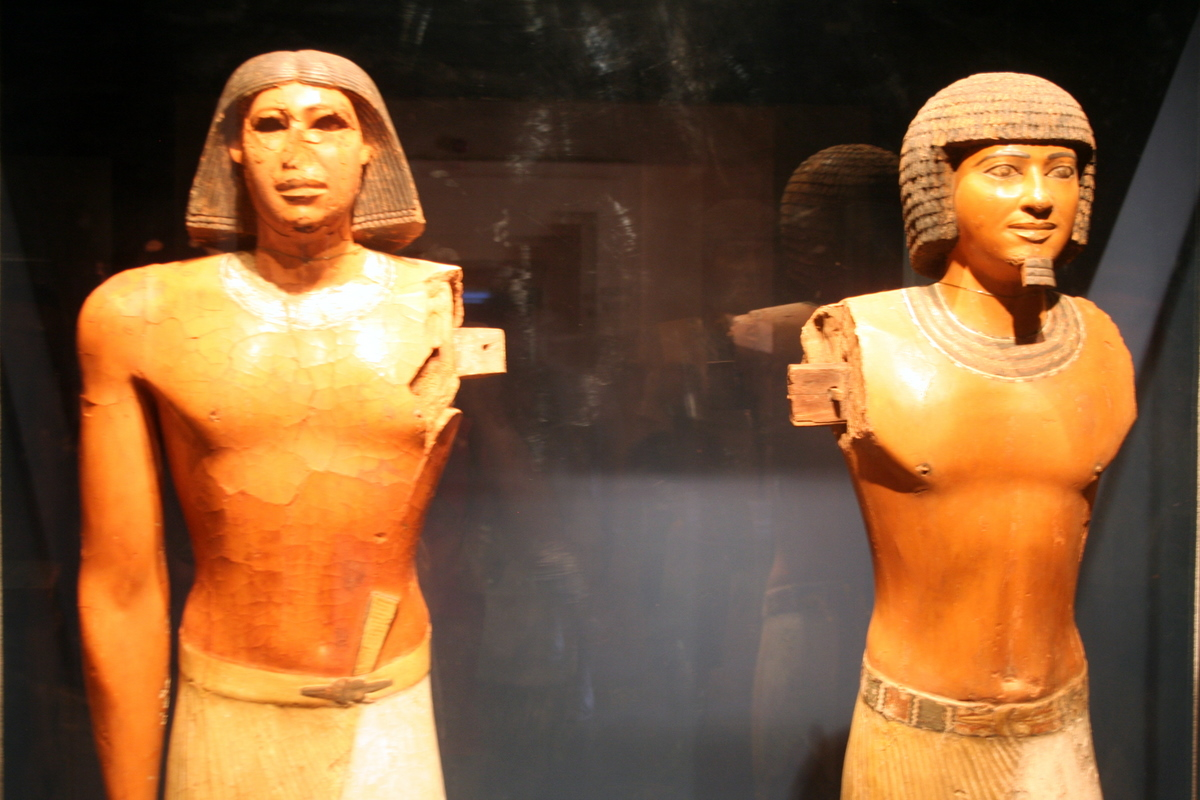
تمثالين لبتاح حتب

نقوش دهليز المدخل غير مكتملة، وتعطي الطرق التي استخدمها نحاتو الدولة القديمة. وعلى الرغم من عدم اكمال النقوش، فانها تتميز بقدر كبير من الصفاء والدقة والأناقة. ويؤدي الدهليز إلى غرفة كبيرة بأربعة أعمدة. ويوجد عند الركن الجنوبي الغربي لهذه الغرفة ممر يؤدي إلى مقصورة بتاح - حوتب؛ المزينة بنقوش نحت غائر رائعة. وزين الجدار الغربي بمنظر ذو اطار أنيق من لوحتي بابين وهميين. ويصور المنظر مختلف القرابين أمام المتوفى الذي يستنشق عطر مرهم في وعاء من حجر شبه كريم.
ويعد المنظر على الجدار الشرقي أهم مناظر المقبرة؛ وهو يتكون من تسعة سجلات أمام المتوفى الجالس، ويظهر الكثير من التفاصيل النادرة: مثل شد حيوانين إلى نير (عارضة فوق رقبتيهما)، وأسد يغرس أنيابه في خطم (أنف وفكي) بقرة مرتعدة، وقنفذ يخرج من حفرته (وكره) ليصطاد جدجدا (صرصاراً ليلياً). وهناك، إضافة إلى ذلك، مناظر مصارعة وتدريبات رياضية للأطفال وقطعان ماشية تساق وبط وحمام وغرانيق (طيور الكركي). كما أن هناك أيضاً منظراً مسلياً لبحارة على قارب من البردي يؤدون ألعاباً مائية؛ وقد رسموا بإتقان كامل لدرجة إعطاء الإحساس بالحركات الحقيقية. وتعد مقصورة بتاح - حوتب واحدة من أروع أمثلة فن النقش المنحوت الغائر المميز للدولة القديمة. ويعطي جمال هذه النقوش لمقصورة بتاح حوتب التي هي تقريباً بمثابة ملحق للمقبرة الرئيسية، لهذه المصطبة، اسمها الشائع: «مقبرة بتاح حوتب».